# Epsilon Herculis
Pour les articles homonymes, voir Epsilon (homonymie).
Désignations
Epsilon Herculis (ε Herculis / ε Her) est une étoile binaire de la constellation d'Hercule. Sa magnitude apparente est de 3,92. D'après la mesure de sa parallaxe annuelle par le satellite Hipparcos, le système est situé à environ ∼ 155 a.l. (∼ 47,5 pc) de la Terre. Il se rapproche du Système solaire à une vitesse radiale de −25 km/s.

## Description
Epsilon Herculis est une étoile binaire spectroscopique avec une période orbitale de 4,02 jours et avec une excentricité faible de 0,02. Sa composante primaire est une étoile blanche de la séquence principale de type spectral A0V.
L'existence d'une troisième composante, ε Her B, située à environ une seconde d'arc, a été proposée en 1987 à partir d'observations par interférométrie des tavelures. Ce compagnon n'a cependant pas été détecté par le satellite Hipparcos, ni par d'autres observateurs depuis, et on considère désormais qu'il n'existe probablement pas,.

## Nomenclature
Epsilon Herculis partage avec ω Herculis les noms traditionnels de Cujam, Cajam, Caiam, Kajam. Elle fait partie du trapèze d'Hercule qui comporte aussi ζ Herculis, η Herculis et π Herculis. En astronomie chinoise, elle appartient à l'astérisme Tianji, un bureau d'enregistrement des affaires du marché, en rapport avec l'ensemble des astérismes situés plus au sud, représentant Tianshi, le marché céleste.